# Beyne-Heusay
Beyne-Heusay är en kommun i Belgien.   Den ligger i provinsen Liège och regionen Vallonien, i den östra delen av landet, 100 kilometer öster om huvudstaden Bryssel. Antalet invånare är 12 014.
Omgivningarna runt Beyne-Heusay är en mosaik av jordbruksmark och naturlig växtlighet. Runt Beyne-Heusay är det tätbefolkat, med 319 invånare per kvadratkilometer.